# آیومو ناگاتو
آیومو ناگاتو (انگلیسی: Ayumu Nagato؛ زادهٔ ۲۵ دسامبر ۱۹۹۷) بازیکن فوتبال اهل ژاپن است.